# فرانک جی. اوریوست
فرانک جی. اوریوست (انگلیسی: Frank J. Urioste؛ زادهٔ ۲۸ آوریل ۱۹۳۸) یک تدوین‌گر اهل ایالات متحده آمریکا است.وی سه بار برای فیلم های پلیس آهنی.جان سخت و غریزه اصلی نامزد اسکار بهترین تدوین شده است. 

## فیلم‌شناسی
- میدوی
- کونان ویرانگر
- سونیای سرخ
- پلیس آهنی
- جان‌سخت
- یادآوری کامل
- غریزه اصلی
- سنگ گور
- پایان نفس‌گیر
- ترمینال سرعت
- تصمیم اداری
- تئوری توطئه
- اسلحه مرگبار ۴
- موجود